# آکیرا کوماتا
آکیرا کوماتا (انگلیسی: Akira Komata؛ زادهٔ ۳۱ ژانویهٔ ۱۹۹۸) شمشیرباز اهل ژاپن است.